# Phyllolabis savtshenkoi
Phyllolabis savtshenkoi är en tvåvingeart som beskrevs av Theowald 1981. Phyllolabis savtshenkoi ingår i släktet Phyllolabis och familjen småharkrankar. Inga underarter finns listade i Catalogue of Life.